# Маутгаузен (концентраційний табір)

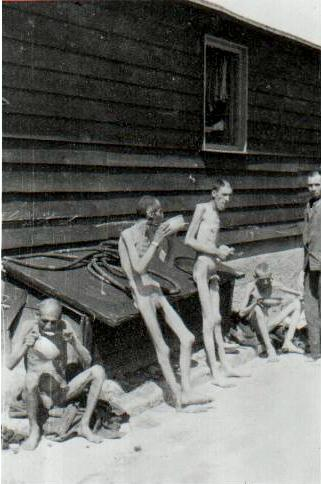
В'язні концтабору Матгаузен, що вижили.

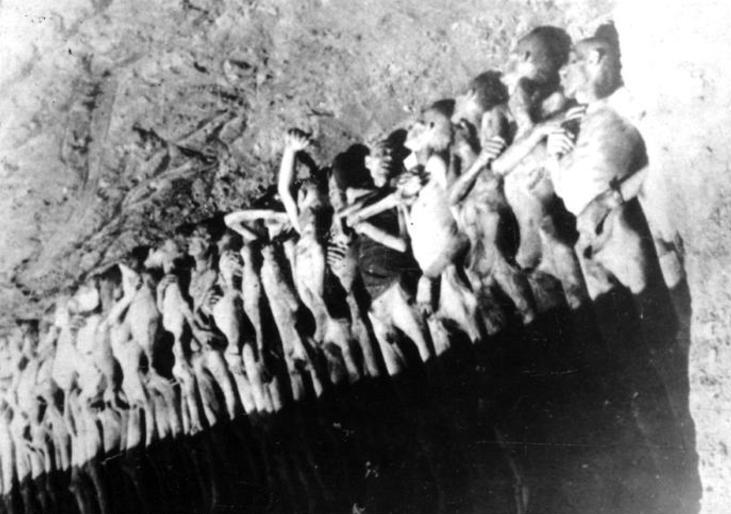
Масова могила — трупи загиблих в'язнів Матгаузена.

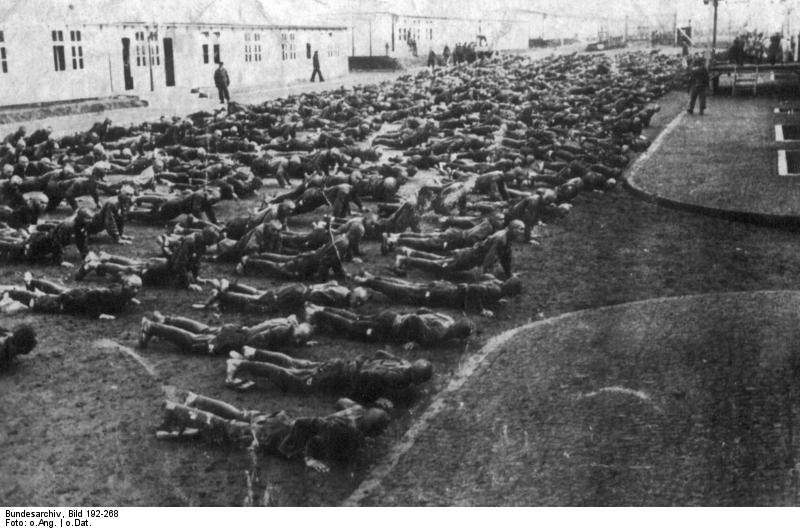
В'язні табору Матгаузен на примусовій зарядці.

Маутга́узен (нім. KZ Mauthausen) — німецький концтабір біля міста Маутгаузен (Mauthausen, Австрія) в 1938—1945 роках. З 1940 був об'єднаний з концтабором Ґузен і став теж знаний як Маутгаузен-Ґузен (нім. Mauthausen-Gusen); йому підпорядковувався також цілий ряд другорядних таборів, розкиданих на всій території колишньої Австрії (Остмарка).

## Історія

### Створення
7 серпня 1938 в'язні з концентраційного табору Дахау були відправлені на будівництво нового табору в місто Маутхаузен поблизу Лінца в Австрії. Розташування табору було обрано виходячи з близькості до транспортного вузла Лінца і малозаселеності території.
Концтабір Маутхаузен був визначений як штрафний табір у системі концтаборів Німеччини та від заснування використовувався як місце утримання тих кримінальних злочинців, які вважалися невиправними, але з 8 травня 1939 він був визначений як місце утримання особливо небезпечних для режиму політичних в'язнів.
Табір від самого початку створювався як німецький державний об'єкт. Заснований він був приватною компанією як господарське підприємство. Власником каменярні поблизу Маутхаузена була компанія DEST (Deutsche Erd- und Steinwerke GmbH) та її керівник Освальд Поль, який також був важливою персоною в СС. Компанія, викупивши каменярні у місцевої влади Відня, розпочала розбудову табору. Граніт, який добували каменярні використовувався для замощення доріг Відня та інших австрійських міст. Проте архітектурна концепція перебудови багатьох німецьких міст потребувала великої кількості граніту. З осені 1938 DEST також розпочала видобування граніту в кар'єрах Гузена, відкривши там мережу концтаборів — філій Маутхаузена.
Кошти для побудови табору збиралися з різних джерел, серед яких були комерційні кредити від Дрезднер-Банку і празького Ескомпте-Банку, так званий фонд Рейнхардта (який представляв кошти, конфісковані в жертв концентраційних таборів), також німецького Червоного Хреста. Голова компанії DEST і декількох інших компаній Освальд Поль, як важливий чиновник СС, керував та розпоряджався фінансами в різних нацистських організаціях, крім того був директором німецького Червоного Хреста. 1938 року він переказав 8 мільйонів райхсмарок із сум членських пожертв Червоного Хреста на один із рахунків СС, які пізніше були пожертвувані в DEST у 1939.
До кінця Другої світової війни система концтаборів Маутхаузена-Гузен складалася з центрального табору та 49 філій, розкиданих по всій Верхній Австрії. Найбільшим філіалом був Комплекс Гузен із регіональною адміністрацією компанії DEST в Санкт-Георген на Гузен.

### «Блок смерті»
Пізніше, в середині 1943 року на території табору побудували ще один барак — «Блок смерті». 1944 року барак № 20 був обнесений окремою кам'яною стіною. Туди відправляли в'язнів, засуджених до знищення за порушення режиму (переважно радянських офіцерів за втечі з таборів військовополонених або диверсії на виробництві) в рамках т. зв. «Акції Кугель».
Ув'язнені «20-го блоку» містилися на т. зв. «Штрафному режимі». Вони отримували половинне харчування, спали на підлозі, в будь-яку погоду від підйому до відбою перебували без верхнього одягу у дворі свого ізольованого від решти табору блоку № 20, піддаючись різним знущанням. У день тут вмирало 20-30 в'язнів, а середня тривалість життя становила лічені тижні.
«Блок смерті» також використовувався як тренувальний табір для підготовки співробітників СС із загонів «Мертва голова». В'язнів били і знущалися над ними. Ще пізніше така практика була введена на всій території табору. У будь-який час у будь-який барак міг увірватися загін «учнів» і забити на смерть скільки завгодно ув'язнених.
В ніч з 2 на 3 лютого 1945 року радянські офіцерами з «блоку смерті» була здійснена масова втеча приблизно 400—500 в'язнів. Використовуючи вогнегасники, камені, дерев'яні колодки взуття, вони вбили вартових на вежах, подолали 3,5-метрову стіну, рів з водою, колючий дріт і розбіглися по околицях табору. В процес полювання на втікачів були включені всі місцеві підрозділи СС, Вермахт, Гітлерюгенд та місцеве населення. У документах СС ця операція по імені місцевості називалася «Мюльфіртельске полювання на зайців» (нім. Mühlviertler Hasenjagd, так само був названий і знятий за мотивами цієї події документальний фільм, що викликав в Австрії широкий резонанс).
Хоча через кілька тижнів було оголошено про те, що всі втікачі були знищені, серед ув'язнених ходили чутки, що не дорахувалися 19 осіб. Через два десятиліття займався долями колишніх радянських військовополонених письменник С. С. Смірнов виявив перших в'язнів 20-го блоку, число яких надалі склало як мінімум 9 людей.
Знущання над смертниками «блоку № 20» фігурували на Нюрнберзькому процесі в 1946. Після втечі, в блок № 20 були поміщені укладені-євреї.

### Звільнення концтабору
3 травня 1945 року СС і інші охоронці почали готуватися до евакуації табору. Наступного дня втікаючих охоронців замінив беззбройний загін фольксштурма, а також кілька поліцейських і пожежних, переважно похилого віку, евакуйованих з Відня. Поліцейський Мартін Геркен (Martin Gerken) прийняв командування на себе. Він намагався створити «Міжнародний комітет ув'язнених», який повинен був стати керівним органом табору, поки останній не був би звільнений американськими військами, що були на підході. Але був відкрито звинувачений у співпраці з есесівцями, і план провалився.
Роботи на всіх філіях Маутхаузена були зупинені і ув'язнені чекали звільнення. З основних філій Маутхаузен-Гузена тільки Гузен-3 повинен був бути евакуйований. 1 травня ув'язнені в терміновому порядку повинні були пройти Марш Смерті до Санкт-Георген (Sankt Georgen), але через кілька годин керівництво наказало їм повернутися назад в табір. Ту ж операцію повторили і наступного дня, але незабаром так само вчинив скасовує наказ. Увечері наступного дня есесівці остаточно кинули табір.
5 травня 1945 на територію табору Маутхаузен-Гузен увійшли американські розвідники. Обеззброївши поліцейських, вони покинули табір. До моменту звільнення табору більшість есесівців бігло, однак близько 30 залишилися і були вбиті ув'язненими, така ж кількість вбито в Гузен-2. До 6 травня всі філії табірного комплексу Маутхаузен-Гузен, за винятком двох таборів в Лойбль Пасс (Loibl Pass), також були звільнені союзними військами. До прибуття в центральний табір військ 7 травня відбувалися збройні зіткнення в'язнів і окремих підрозділів есесівців поблизу табору.
Під час Другої Світової війни Маутгаузен був одним з найстрашніших концтаборів. Режим утримання в'язнів був жахливим. Навіть його персонал — 150 охоронців, зондеркоманда (в таборі так називався обслуговчий персонал крематорію) — жартувала, що з Маутгаузена можна втекти не інакше, як через трубу крематорію.

## Коменданти
- Альберт Зауер (1 серпня 1938 — 1 квітня 1939
- Франц Цірайс (1 квітня 1939 — 3 травня 1945)

## Жертви концтабору
В'язнями Маутгаузена було близько 335000 осіб; страчено понад 122000 чоловік (більше всіх — понад 32 тисячі — радянських громадян; серед них генерал Д. Карбишев). Після завершення Другої світової війни на місці Маутгаузена створено музей, у лютому 1948 року поставлено пам'ятник Д. Карбишеву.

## Відомі в'язні концтабору
Серед в'язнів концтабору був також провідний грецький драматург 20 століття Іаковос Камбанелліс. 1963 року вийшла друком його автобіографія під назвою «Маутгаузен», присвячена кільком останнім місяцям виживання у концтаборі перед тим, як в'язні були звільнені союзницькою армією. Також була Едіт Єва Егер.